# Marina Silva

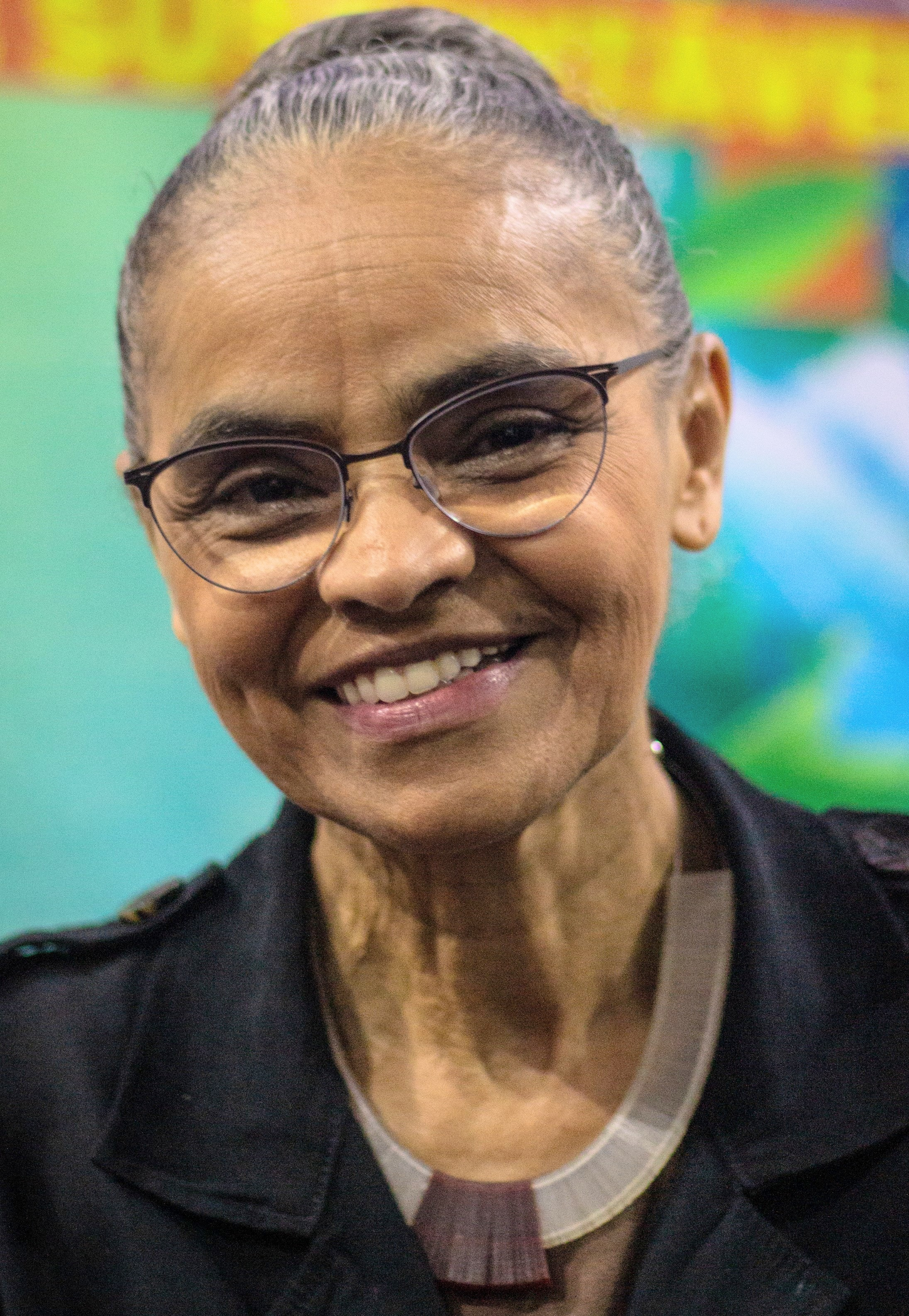
Marina Silva

Maria Osmarina Marina Silva Vaz de Lima, bekannt als Marina Silva (* 8. Februar 1958 in Rio Branco), ist eine brasilianische Umweltschützerin und Politikerin. Sie war Mitstreiterin des von Großgrundbesitzern ermordeten Regenwaldschützers Chico Mendes. Bis 2009 war sie Mitglied der Partei der Arbeiter und diente als Senatorin und Umweltministerin (2003–2008).
Bei den Präsidentschaftswahlen 2010 und 2014 trat Silva als Kandidatin der Grünen Partei beziehungsweise des Partido Socialista Brasileiro an und belegte jeweils den dritten Platz mit 19 beziehungsweise 21 Prozent der Stimmen.
Im Wahlkampf 2022 unterstützte Marina Silva den Links-Kandidaten Lula da Silva. Nach dessen Amtsantritt wurde sie am 4. Januar 2023 erneut zur Umweltministerin (Ministerin für Umwelt und Klimawandel) im Kabinett Lula da Silva III ernannt.

## Privatleben

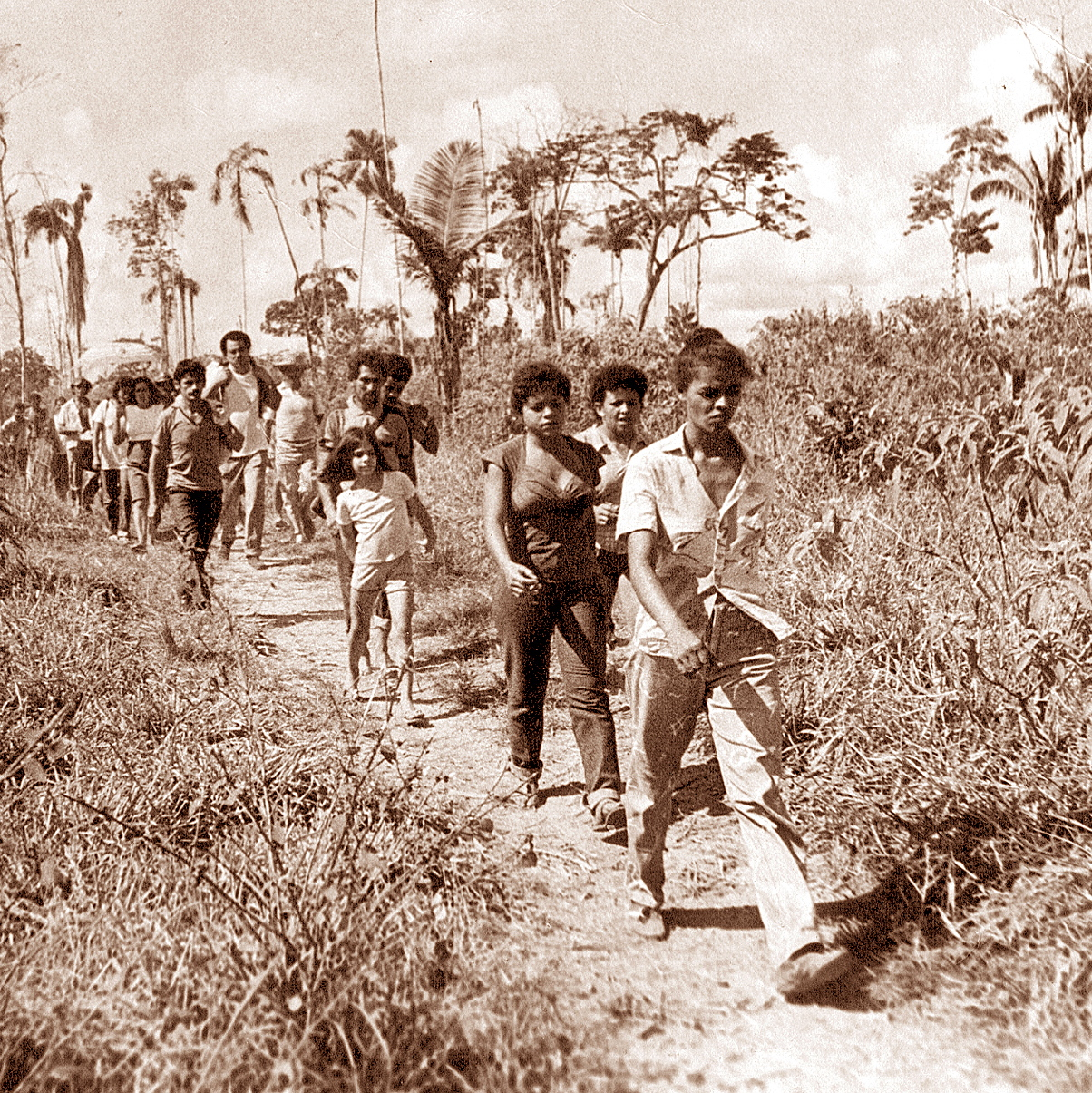
Marina Silva führt einen „Empate“, eine Form des friedlichen Widerstandes, in der Fazenda Bordon in Xapuri an

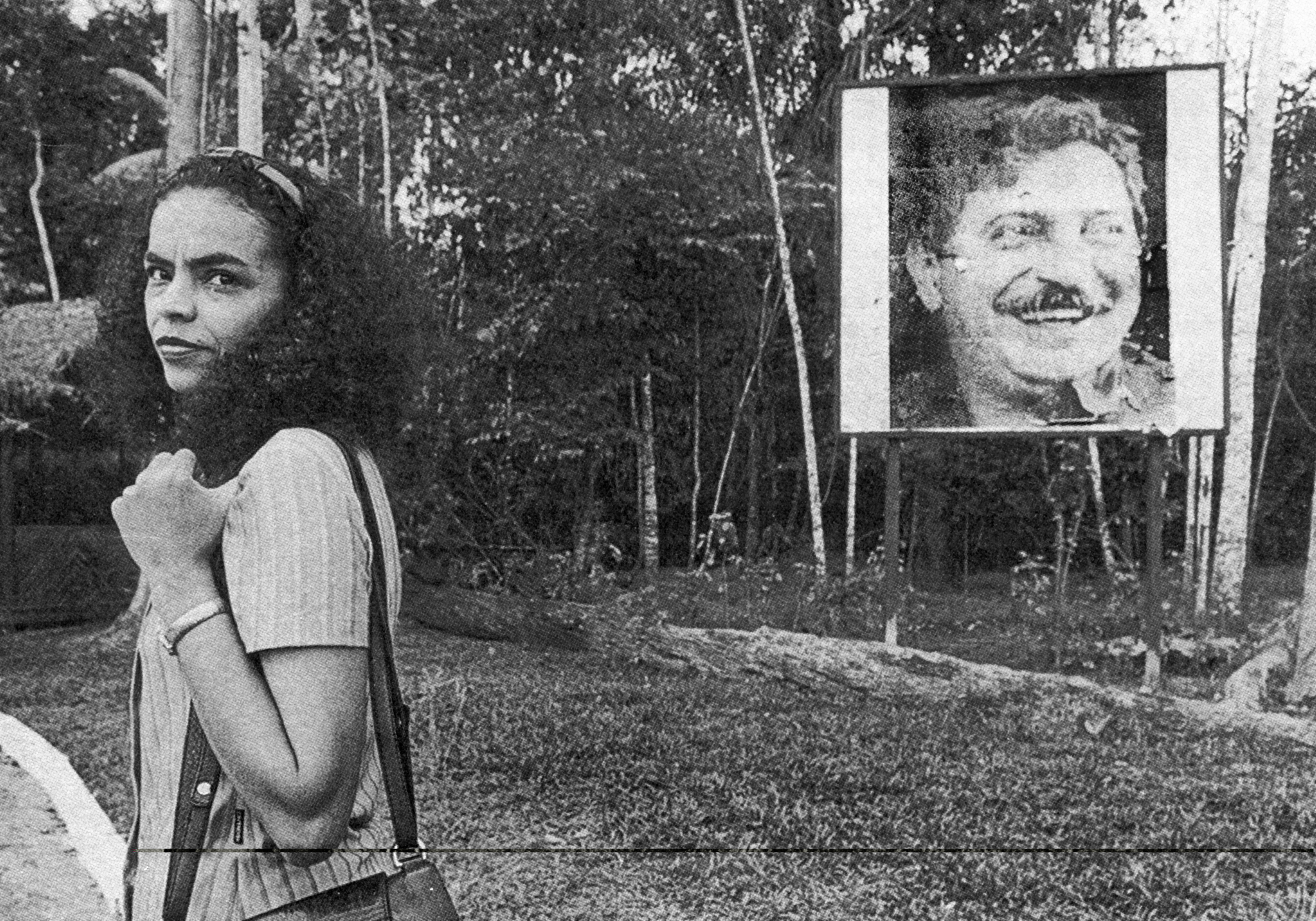
Marina Silva vor einem Foto von Chico Mendes

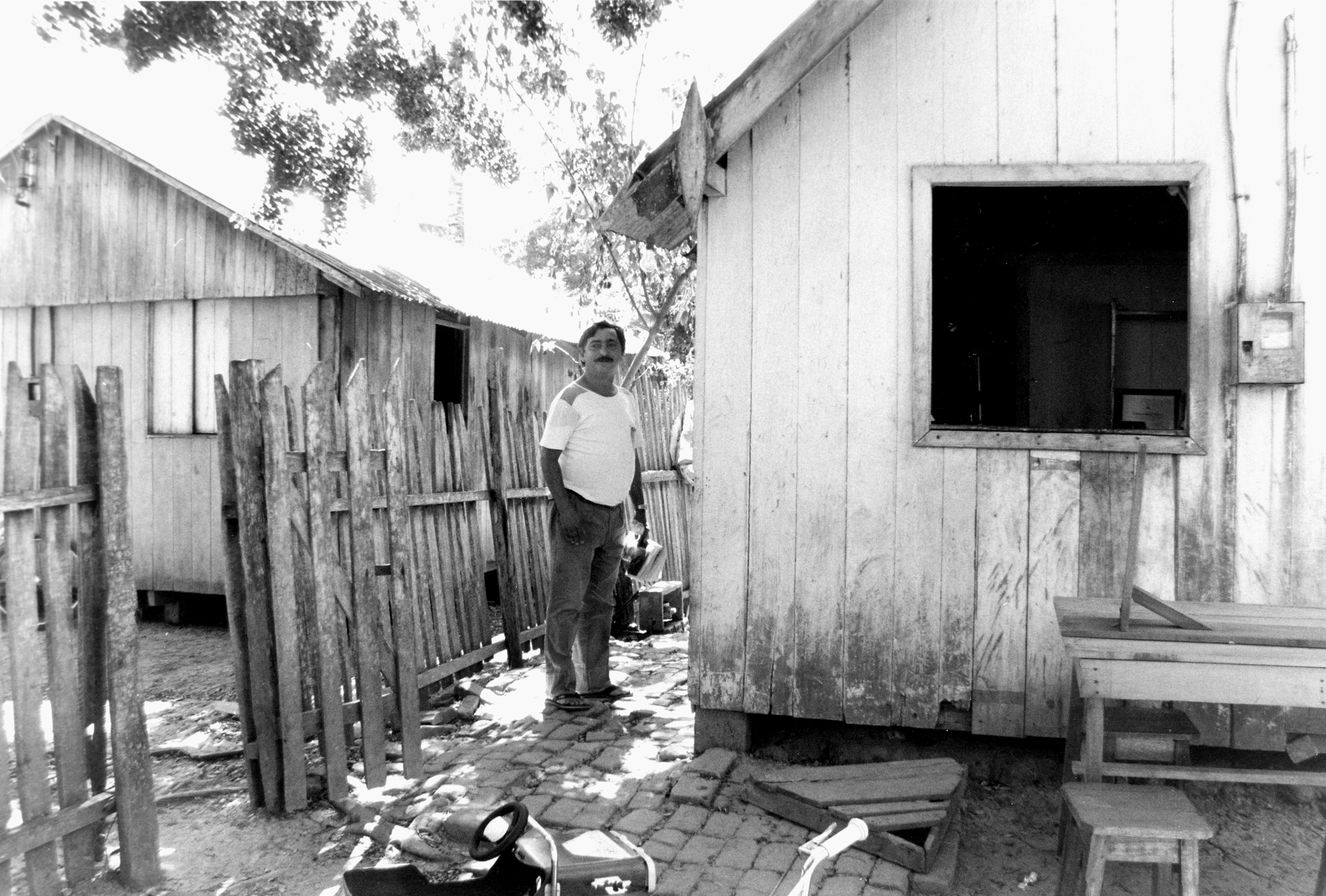
Chico Mendes 1988 im Hinterhof seines Hauses in Xapuri, Acre

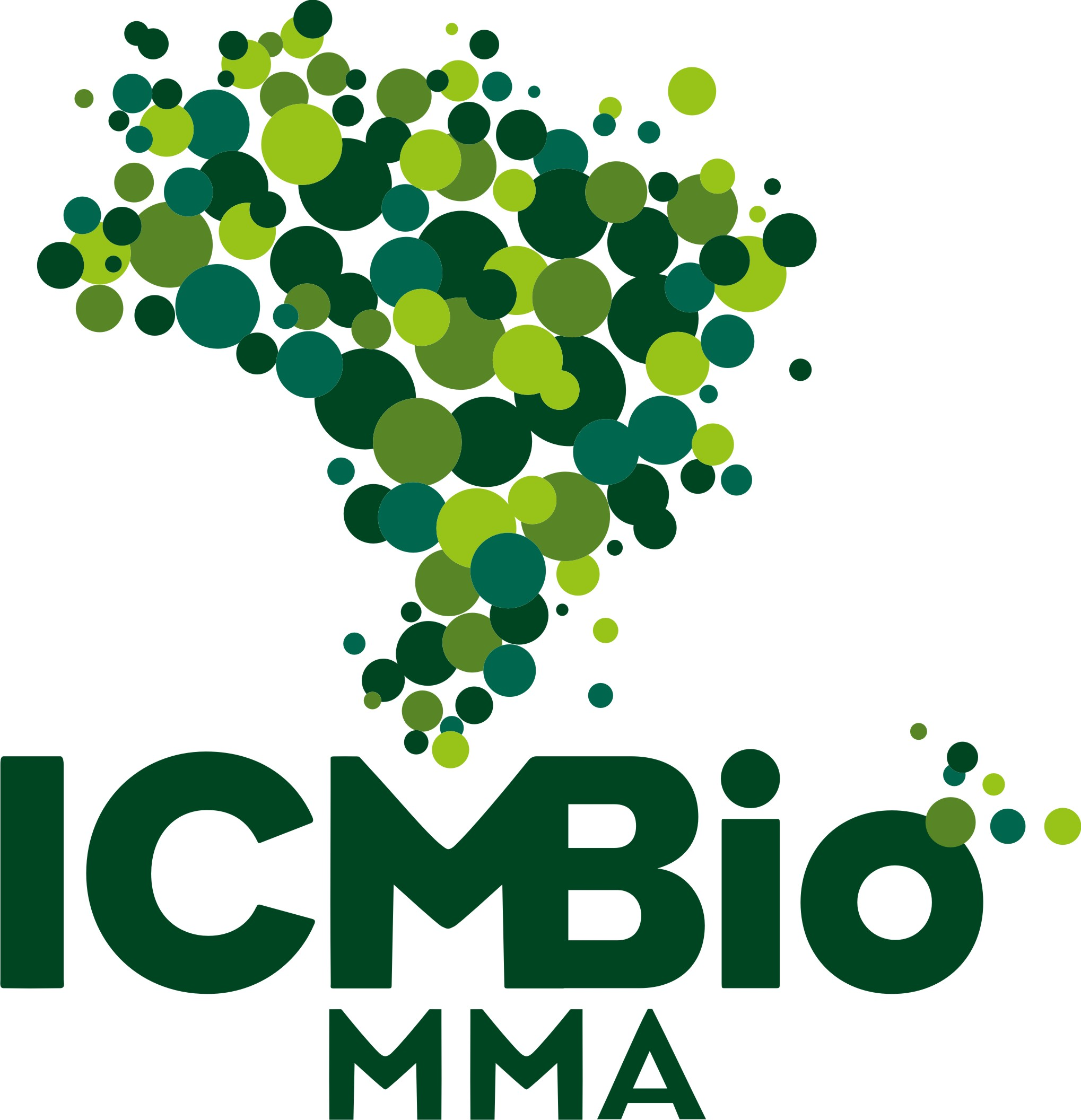
2007 wurde das Chico-Mendes-Institut für Biodiversitätserhalt (Instituto Chico Mendes de Conservação e Biodiversidade, ICMBio) gegründet

Marina Silva wurde tief im Amazonasgebiet in der Pfahlbausiedlung Breu Velho nahe der Kautschuksammlersiedlung (seringal) Bagaço geboren, die ca. 70 km von der Landeshauptstadt Rio Branco im Bundesstaat Acre entfernt liegt. Weder führte damals zu dem Ort Breu Velho eine Straße, noch gab es eine Schule. Sie war das zweitälteste von insgesamt elf Kindern von Pedro Augusto da Silva und Maria Augusta da Silva, einer Seringueiro-Familie, die in den Wäldern Kautschukbäume anzapfte. Schon vor ihrem 6. Lebensjahr half sie in den abgelegenen Wäldern mit beim Kautschuksammeln. Drei ihrer Geschwister starben noch im Kindesalter, sie selber hatte mit Hepatitis, Malaria, Leishmaniose und Vergiftungen durch Schwermetalle zu kämpfen.
Kurze Zeit lebte die Familie in Manaus und Santa Maria do Pará, kehrte aber nach ein paar Monaten wieder in das Kautschukgebiet zurück. Da der Vater sich hatte verschulden müssen, um zurückkehren zu können, mussten die Kinder auch als Kautschukzapfer arbeiten: Mit zwölf wurde Marina Silva Vollzeit-Kautschukzapferin (Seringueira). Nach dem Tod der Mutter übernahm sie mit 15 Jahren deren Rolle. Sie war sich ihres prekären Lebens sehr bewusst und träumte davon, Nonne zu werden. Sie lernte ihren ersten Ehemann Raimundo Souza 1980 kennen und gebar Tochter Shalom und Sohn Danilo. Die Ehe wurde 1985 geschieden. 1986 lernte sie Fábio Vaz de Lima kennen und heiratete ein zweites Mal; sie bekamen zwei Töchter, Moara und Mayara. 2004 konvertierte sie und trat der Assembleia de Deus bei, einer evangelikalen Pfingstkirche mit besonders großer Bedeutung in Brasilien.

## Schulbildung
Als 16-Jährige kam sie auf der Suche nach medizinischer Behandlung nach Rio Branco. Dort arbeitete sie erst als Hausangestellte. Mit dem Alphabetisierungsprogramm MOBRAL (Movimento Brasileiro de Alfabetização) der Militärdiktatur begann sie ihre schulische Ausbildung. Später besuchte sie eine katholische Schule und wohnte im Schwesternorden der „Servas de Maria“. Über Clodovis Boff und Dom Moacyr Grechi, der damals Bischof in Rio Branco war, lernte sie die Befreiungstheologie kennen. Sie begann, sich in den Basisgemeinden und Theatergruppen, in der Gewerkschaft der Gummizapfer und schließlich in der Politik zu engagieren. Innerhalb weniger Jahre erreichte sie die Hochschulreife und beendete mit 26 Jahren ihre Ausbildung als Historikerin an der Bundesuniversität von Acre.

## Politik
An der Universität trat sie der Partido Revolucionário Comunista (PRC, Revolutionäre Kommunistische Partei) bei, einer im Geheimen operierenden Gruppe, die gegen die Militärdiktatur kämpfte und später Teil der Partei der Arbeiter (PT) wurde. 1984, gegen Ende des Militärregimes, gründete sie zusammen mit Chico Mendes den regionalen Zweig des linken Gewerkschaftsdachverbandes Central Única dos Trabalhadores (CUT) im Amazonas-Bundesstaat Acre. Chico Mendes wurde die Stimme des CUT in Xapuri, wo er lebte, und Marina Silva die in der Hauptstadt Rio Branco. Sie entwickelten die Idee „desenvolvimento com a floresta em pé“, was heute mit „nachhaltige Bewirtschaftung der Wälder“ (Extraktivismus) übersetzt werden kann. Sie kämpften um den Aufbau von so genannten „Sammlerreservaten“, in denen der Regenwald erhalten bleibt und die Kautschukzapfer oder auch Paranuss-Sammler ihren Lebensunterhalt bestreiten können. Bei diesen Kämpfen um die Erhaltung des Regenwaldes kooperieren Kautschuksammler und Indigene – aus den Feinden von einst wurden enge Verbündete.

### Beitritt zum PT und Wahl zur Abgeordneten
1985 war die Militärdiktatur überwunden, in Brasilien herrschte Aufbruchstimmung, und Marina Silva trat der PT bei. Im Jahr darauf kandidierte sie für das Abgeordnetenhaus in Brasilien. Sie erreichte eine der höchsten Stimmenzahlen in Acre, was der PT aber nicht für einen Sitz in dem kleinen Bundesstaat reichte.
1988 war sie die mit den meisten Stimmen gewählte Abgeordnete in der Stadtverordnetenversammlung ihrer Heimatstadt. Sie provozierte ihre Konkurrenten, indem sie die Zuwendungen, die sie als Abgeordnete erhielt, zurückgab und dies vor Gericht auch von den anderen verlangte.
1990 wurde Silva wiederum mit der höchsten Stimmenzahl als Bundesstaatsabgeordnete gewählt. Nach einem Jahr im Amt erkrankte sie lange an einer schweren Vergiftung durch Schwermetalle; bis heute ist sie dadurch gesundheitlich eingeschränkt.

#### Wahl zur Senatorin
1994 wurde sie mit 36 Jahren als bisher jüngste Senatorin in der brasilianischen Geschichte in den Bundessenat nach Brasília gewählt. Das ist bemerkenswert, weil in Brasilien oft ehemalige Gouverneure oder Großgrundbesitzer in den Senat gewählt werden.
2002 wurde sie mit nochmals gestiegener Stimmenzahl in den Senat wiedergewählt; ihre Amtszeit lief bis Anfang 2011. Sie leitete die Ausschüsse für Umwelt und für Verfassung und Justiz.

#### Als Umweltministerin im Kabinett von Lula
Im Januar 2003 war sie die erste Ministerin, die Lula nach gewonnener Wahl ernannte; sie wurde als Umweltministerin in die Regierung berufen. Doch noch im selben Jahr entschied sich Lula – gegen ihr Votum – für Gentechnik in der Landwirtschaft. Nach jahrelangen politischen und juristischen Auseinandersetzungen und unter Bruch von Wahlversprechen gab Lula schließlich den Anbau frei und setzte die Legalisierung des bis dahin illegalen gentechnisch veränderten Sojas durch.
2007 setzte Lula zwei Staudämme der Superlative – ebenfalls gegen Silvas Votum – durch: den Jirau-Staudamm am Rio Madeira und das Belo-Monte-Wasserkraftwerk am Amazonasnebenfluss Xingu, das weltweit drittgrößte Wasserkraftwerk. Projekte dieser Dimension gelten als eine Quelle der Korruption. Die Staatsbetriebe Eletronorte und Eletrobrás sind eine Domäne des Senatspräsidenten und Lula-Verbündeten José Sarney. Immens sind auch die sozialen und ökologischen Kosten: Am Xingu müssten 20.000 Menschen umgesiedelt werden. Der Lebensraum mehrerer indigener Völker würde ebenso zerstört wie große Teile des Regenwaldes. Später äußerte Silva allerdings, sie sei gar nicht grundsätzlich gegen das Kraftwerk Belo Monte, sondern habe nur den Zeitpunkt der Ausschreibung für verfrüht gehalten.

#### Rücktritt als Umweltministerin

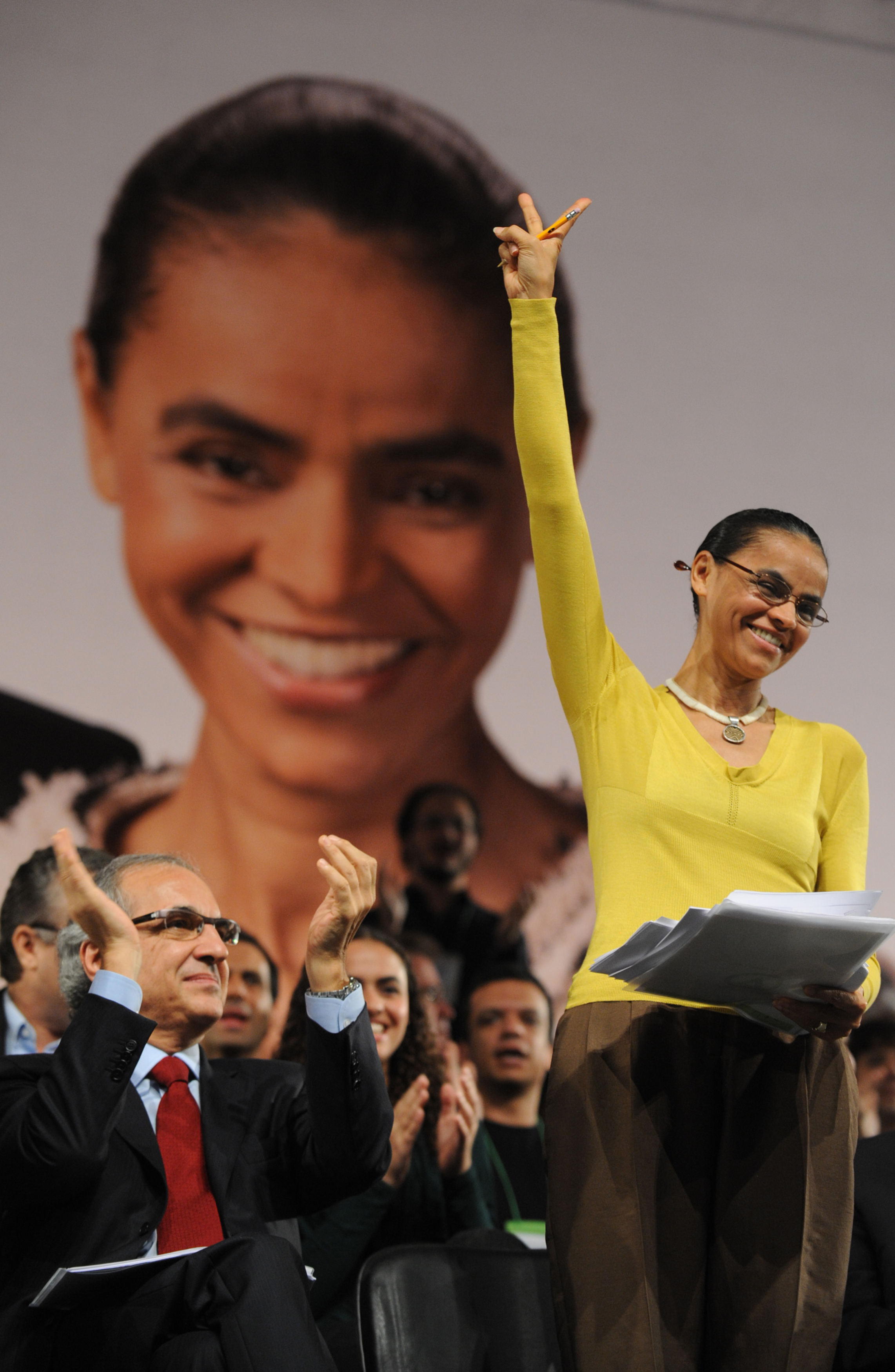
Marina Silva im Juli 2010

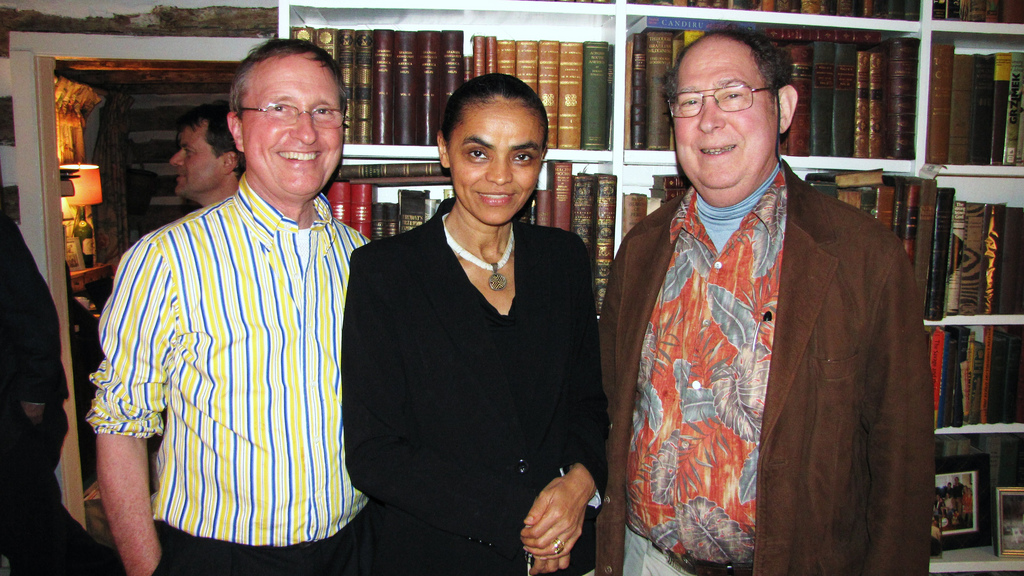
Stephen Schneider, Marina Silva und Thomas Lovejoy (v. r. n. l.) 2010

Noch zu Jahresbeginn 2008 hatte der Guardian sie zu den 50 Menschen gezählt, „die dabei helfen können, den Planeten zu retten“. Doch am 13. Mai 2008 trat sie als Umweltministerin zurück, da sie ihre strategischen Umweltziele innerhalb der Regierung nicht genügend durchsetzen konnte. Auslöser war der Plano Amazônia Sustentável (Plan für ein nachhaltiges Amazonas), in dessen Mittelpunkt die Erschließung der Regenwaldregion mit Land- und Wasserstraßen für das Agrobusiness sowie der Bau neuer Staudämme für Aluminiumschmelzen und den Konsum in weit entfernten Industriegebieten steht – was faktisch die Abholzung Amazoniens im großen Stil erlaubt. Zum Zeitpunkt ihres Rücktritts besuchte Bundeskanzlerin Angela Merkel Brasilien und wollte vor allem über den umweltgerechten Anbau von Energiepflanzen und den Schutz des Regenwaldes reden. Merkel bezeichnete den Rücktritt Silvas als ein „Warnzeichen“.

### Beitritt zum Partido Verde und Präsidentschaftskandidatur 2010
Wegen ähnlicher politische Differenzen verließ Silva am 19. August 2009, nach 24 Jahren, Lulas Partei der Arbeiter (PT), schloss sich den Grünen (Partido Verde) an und verkündete ihre Präsidentschaftskandidatur für die Wahlen am 3. Oktober 2010. Ihr wurden zu Beginn der Kampagne Außenseiterchancen eingeräumt, da sie kurzzeitig mit Dilma Rousseff in Umfragen gleichauf lag. In der ersten Runde der Präsidentschaftswahlen am 3. Oktober 2010 schnitt Marina Silva für viele überraschend gut ab. Sie wurde mit 19,4 % der Stimmen Dritte. Marina Silva siegte sogar mit 42 % vor Dilma Rousseff in der Hauptstadt Brasília, die von Korruptionsskandalen erschüttert worden war. In Rio de Janeiro errang sie 32 %. Mit den 20 Millionen Wählerstimmen sicherte sich Marina Silva den größten Stimmenanteil für einen Kandidaten einer Grünen Partei weltweit. Mit ihrem guten Abschneiden brachte Marina Silva das etablierte Parteiensystem durcheinander und zwang damit die spätere Siegerin Dilma Rousseff in einen zweiten Wahlgang gegen den Herausforderer José Serra.
Lula hatte seine bisherige Kabinettschefin Dilma Rousseff im Alleingang zu seiner Nachfolgekandidatin gekürt, sie wurde dann in der Stichwahl zur ersten Frau in das Präsidentenamt Brasiliens gewählt. Als wachstumsorientierte Technokratin war Rousseff zuvor Ministerin für Bergbau und Energie und hatte das „Programm zur Beschleunigung des Wachstums“ geleitet. Nicht zuletzt in ihrer koordinierenden Funktion als Kabinettschefin Lulas hatte Rousseff oftmals den Ausschlag zugunsten der Industrialisierung gegeben. In diesen Jahren galt sie als direkte Gegenspielerin der damaligen Umweltministerin Silva.

#### Netzwerkgründung und Präsidentschaftskandidatur 2014

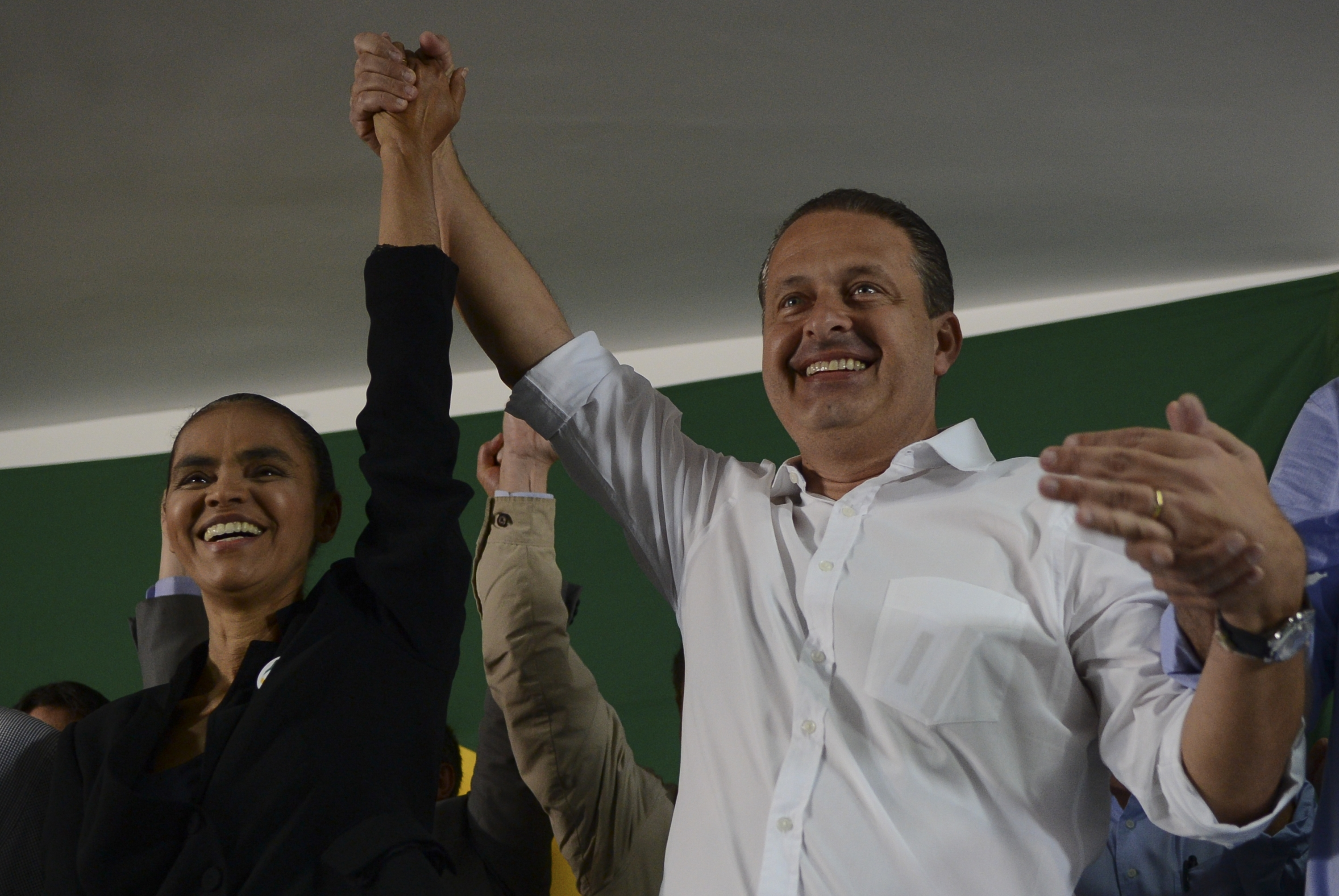
Mit Eduardo Campos 2013

2011 trat Marina Silva aus der Grünen Partei aus und gründete im Februar 2013 die Partei Rede Sustentabilidade (REDE, deutsch Netz Nachhaltigkeit, sinngemäß auch Nachhaltigkeitsnetzwerk). Nach dem Unfalltod des sozialistischen Präsidentschaftskandidaten Eduardo Campos trat sie 2014 an seiner Stelle zur Wahl an. Ursprünglich hatte sie für die Vizepräsidentschaft kandidiert. Mit 21 Prozent der Stimmen belegte sie wie vier Jahre zuvor den dritten Platz hinter Aécio Neves, den sie in der zweiten Runde unterstützte.

#### Präsidentschaftskandidatur 2018
Marina Silva war Kandidatin des REDE bei der Präsidentschaftswahl 2018, wobei sie eine Wahlkoalition mit der Grünen Partei eingegangen war. Die offizielle Ankündigung erfolgte am 4. August 2018.

#### Umweltministerin ab 2023
Luiz Inácio Lula da Silva ernannte Marina Silva nach seiner erneuten Wahl zum Staatspräsidenten für die Amtszeit von 2023 bis 2026 zur Umweltministerin. Bald nach dem Regierungsantritt musste das Kabinett entscheiden, ob der marode und mit hochgiftigen Stoffen wie Quecksilber, Blei und Asbest versetzte Flugzeugträger São Paulo im Südatlantik versenkt werden sollte oder nicht. Marina Silva sprach sich dagegen aus; Präsident Lula hingegen genehmigte die Versenkung.

### Politische Schwerpunkte
Marina Silva hat von Beginn an soziale Fragen mit dem Umweltschutz verbunden. Auf lokaler Ebene kämpfte sie für das Überleben z. B. der Kautschuksammler im zu erhaltenden Regenwald. Später als Senatorin und Ministerin tat sie dies auf nationaler und internationaler Ebene. In ihrem Bestreben, nachhaltige Umweltpolitik zu betreiben, versuchte sie die Zerstörung des Amazonas-Regenwaldes und der Biodiversität zu bremsen. So ist es ihrem Einfluss zuzuschreiben, dass etwa 240.000 km² unter Naturschutz gestellt und rund 100.000 km² als Indigenen-Schutzgebiete ausgewiesen wurden. Sie erstellte Umweltpolitikpläne für alle Ökosysteme Brasiliens: Caatinga, Cerrado, Mata Atlântica, Pampa, Pantanal und die Küsten- und Meeresgebiete.
Regelmäßig geriet sie in Konflikt mit Gruppen, die andere Nutzungen des Amazonas oder anderer Naturräume durchsetzen wollten. Aber auch mit den Entwicklungszielen der Regierung Lula, die oft an den klassischen Wachstumspfaden orientiert waren, stimmten ihre Pläne nicht überein. Sie wollte Umweltpolitik in allen Ministerien verankern, Lula wollte Wachstum mit großem Agrobusiness, Staudämmen und Fernstraßen, auch im Amazonasbecken.

## Auszeichnungen
- 1996 gewann sie den Goldman Environmental Prize mit Cristina Narbona Ruiz;[22]
- 2007 erkannte ihr das Umweltprogramm der Vereinten Nationen einen Champions of Earth Award zu;[23]
- 2009 wurde ihr der Sophie-Preis verliehen.[24]

## Film
Die brasilianische Filmemacherin Sandra Werneck verfilmte das Leben Marina Silvas fürs Kino.